# The Dead Boys
The Dead Boys est un groupe de punk rock américain, originaire de Cleveland, en Ohio. Formé en 1975, le groupe fait partie de la première vague de groupes punk, et il était connu comme l'un des plus violents groupes punk de l'époque. Les Dead Boys ont initialement été actifs entre 1976 et 1979, se sont brièvement réunis en 1986, puis se sont reformés en 2004 et 2005 sans leur chanteur Stiv Bators, qui avait trouvé la mort en 1990.

## Biographie

### Débuts
The Dead Boys est formé à partir de Rocket from the Tombs, un groupe de protopunk peu connu, mais qui eut son importance dans l'évolution de la musique punk. Originaire de Cleveland, les Dead Boys quittent l'Ohio pour rejoindre New York en 1976. C'est Joey Ramone qui les invite, leur trouve un appartement et les introduit dans le célèbre CBGB, le quartier général de la scène punk new-yorkaise, tenu par Hilly Kristal. Là, ils se font connaître rapidement grâce à leurs outrageuses performances scéniques, mimant fellation ou pendaison au cours de leurs nombreux concerts. Hilly Kristal décide même de devenir leur manager et leur présente la productrice Genya Ravan qui parvient à réserver Electric Ladyland (le studio de Jimi Hendrix) pour enregistrer des démos en trois jours, qui donneront finalement l'entière mouture de leur premier album, Young, Loud and Snotty, considéré maintenant comme un classique, paraît en 1977. Il contient l'hymne punk rock Sonic Reducer,.
L'existence des Dead Boys est éphémère : les pressions effectuées par la compagnie de disques Sire Records pour que le groupe change son allure et son style musical contribuèrent à la décision de saborder le groupe en 1979, après deux albums. 
Cependant, quelques mois après la séparation, le groupe fut forcé de se réunir pour enregistrer un nouveau disque et remplir les obligations du contrat les liant à Sire Records. Le groupe enregistra une performance live, où le chanteur Stiv Bators chanta hors-champ de façon délibérée, rendant l'enregistrement live inutilisable à des fins commerciales. L'album sera toutefois lancé par le label indépendant Bomp! Records en 1981.

### Réunions
En 2004, The Dead Boys, évidemment sans leur chanteur original, se réunissent pour un seul concert dans leur ville natale de Cleveland. L'année suivante, en 2005, ils participèrent au CBGB de New York à un spectacle caritatif pour aider à la survie de l'établissement menacé de fermeture définitive, puis remontent sur scène pour un concert spécial à l'Halloween en 2005.

### Post-Dead Boys
Après la séparation des Dead Boys, Stiv Bators formera avec Brian James ex-The Damned, le groupe The Lords of the New Church. En 1993, Le groupe de hard rock Guns N' Roses reprend le titre Ain't It Fun sur leur album The Spaghetti Incident?.
Bators est décédé le 4 juin 1990 à Paris, après avoir été heurté par un taxi. Il avait 42 ans. Il avait un projet de groupe avec Dee Dee Ramone et Johnny Thunders.

## Membres
- Stiv Bators (Steve Bator) - chant
- Cheetah Chrome (Gene O'Connor) - guitare solo
- Johnny Blitz (John Madansky) - batterie
- Jeff Magnum (Jeff Halmagy) - basse
- Jimmy Zero (William Wilden) - guitare

## Discographie

### Albums studio
- 1977 : Young Loud and Snotty
- 1978 : We Have Come for Your Children
- 2017 : Still Snotty: Young, Loud and Snotty at 40 ( Plowboy Records)
  - Re-enregistrement de Young Loud and Snotty

### Album live
- Night of the Living Dead Boys